# 程嘉燧

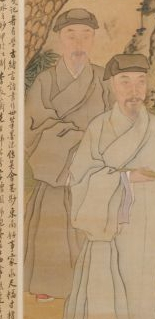
《三人像軸》之程嘉燧像，清沈韶繪，現藏北京故宮博物院

程嘉燧（1565年—1643年），字孟陽，號松圓老人、偈庵，直隸休寧（今属安徽）人，明朝畫家。

## 生平
程衍壽之子。初寓武林（今杭州），善繪事，擅畫山水，師法黃公望、倪瓚，是新安畫派的先驅，吳梅村評定為“畫中九友”之一。家貧，以诗画应酬于文人。後徙居直隸嘉定（今屬上海市嘉定區），晚年皈依佛門，釋名海能。晚居虞山（今江蘇常熟）之拂水莊。与唐时升、娄坚、李流芳合称“嘉定四先生”。崇禎時，钱谦益罢归，筑耦耕堂，曾邀嘉燧讀書其中，二人日夕酬唱，共同推举宋诗。崇禎十四年（1641年），回到休寧，崇禎十四年（1643年）卒於新安，年七十九。

## 作品
《秋溪疊嶂》軸，藏於台灣台北國立故宮博物院
《孤松高士圖》軸，藏於中國北京故宮博物院
《秋遊賞月圖》扇頁，藏於中國北京故宮博物院

## 延伸阅读
[在维基数据编辑]
 在维基文库阅读此作者作品（ 在维基共享资源阅览影像）
 《明史卷二百八十八》，出自《明史》